# Саут-Хилл (Виргиния)
Саут-Хилл (англ. South Hill) — город в округе Мекленберг  в штате Виргиния США. По данным переписи 2020 года, численность населения составляла 4690 человек.

## Население
| 2010 | 2015  | 2020  |
| ---- | ----- | ----- |
| 4650 | ↘4541 | ↗4690 |